# Prodidomus wunderlichi
Espèce
Prodidomus wunderlichi est une espèce d'araignées aranéomorphes de la famille des Prodidomidae.

## Distribution
Cette espèce est endémique de la province de Prachuap Khiri Khan en Thaïlande,. Elle se rencontre vers parc national de Khao Sam Roi Yot.

## Description
Le mâle holotype mesure 2,30 mm.

## Systématique et taxinomie
Cette espèce a été décrite par Deeleman-Reinhold en 2001.

## Étymologie
Cette espèce est nommée en l'honneur de Jörg Wunderlich.

## Publication originale
- Deeleman-Reinhold, 2001 : Forest spiders of South East Asia: with a revision of the sac and ground spiders (Araneae: Clubionidae, Corinnidae, Liocranidae, Gnaphosidae, Prodidomidae and Trochanterriidae. Brill, Leiden, p. 1-591.